# Gord Garvie
Gordon Taylor „Gord” Garvie (ur. 25 października 1944 w Saskatoon, zm. 6 sierpnia 1988 tamże) – kanadyjski zapaśnik walczący w obu stylach. Olimpijczyk z Meksyku 1968, gdzie zajął 23. miejsce w stylu wolnym i trzynaste miejsce w stylu klasycznym. Walczył w wadze lekkiej.

## Letnie Igrzyska Olimpijskie 1968
| Konkurencja      | Rundy eliminacyjne        | Rundy eliminacyjne        | Klas. końcowa |
| Konkurencja      | Przeciwnik I              | Przeciwnik II             | Miejsce       |
| ---------------- | ------------------------- | ------------------------- | ------------- |
| 70 kg styl wolny | Abdollah Mowahhed (IRI) P | Francisco Lebeque (CUB) P | 23.           |

| Konkurencja          | Rundy eliminacyjne         | Rundy eliminacyjne   | Rundy eliminacyjne      | Klas. końcowa |
| Konkurencja          | Przeciwnik I               | Przeciwnik II        | Przeciwnik III          | Miejsce       |
| -------------------- | -------------------------- | -------------------- | ----------------------- | ------------- |
| 70 kg styl klasyczny | António Galantinho (POR) P | Ángel Aldama (GUA) Z | Vítězslav Mácha (TCH) P | 13.           |